# Grace Place
『Grace Place』（グレイス プレイス）は、2020年4月5日から2025年3月30日までFM802で放送されていたラジオ番組。

## 概要
2020年4月改編期で始まったラジオ番組。洋・邦楽等の音楽をはじめ、会社や学校で翌日から始まるそれぞれの1週間に話題にしたくなる小ネタなどを紹介していた。

## DJ
- 深町絵里

代演
- 田中麻希（2022年9月4日[4]）
- 内田絢子（2023年6月11日[5]・2024年4月21日[6]）

## 主なコーナー
素敵なサムシング
ゲストが毎週出演し、翌日月曜からの1週間も頑張れることをクイズ形式で出題する。
Tiny Tips
最新の映画情報を紹介する。
ほめほめクラブ
深町が扮するほめ町絵里が褒める。

### 過去のコーナー
前向き名言カタログ
日曜夜を前向きな気持ちにしてくれる言葉を紹介する。
バック・トゥ・ザ・あの頃
のんびり気分で時代を振り返る。